# Corso Marche
Der Corso Marche ist eine Straße im Westen Turins, die vom Corso Francia im Süden in Richtung Corso Regina Margherita im Norden führt. Die Straße führt entlang der ausgedehnten Werksgelände von Leonardo und Thales Alenia Space.

## Progetto Corso Marche
Das Progetto Corso Marche (Projekt Corso Marche) ist ein Projekt des Technologieunternehmens Leonardo zur Neugestaltung des ehemaligen Geländes der ehemaligen Alenia Aeronautica (heute Leonardo). Alenia verlagerte ihre Produktionsstätten nach Caselle Torinese (Flughafen Turin), wodurch große Flächen für eine andere Nutzung frei wurden.
Die Baustelle liegt in einem zentrumsnahen Bereich der Stadt, in der Nähe der U-Bahn-Station Marche der Turiner U-Bahn, an der Kreuzung der zwei Hauptstraßen Corso Marche und Corso Francia. Durch die Nähe zur U-Bahn ist das Viertel in weniger als 10 Minuten vom Stadtzentrum aus erreichbar. Das Gelände befindet sich auch in der Nähe des Flughafens Flughafens Torino-Aeritalia.
Das Projekt hat zwei Teile: Das Gebäude Distretto Aerospaziale soll ein Forschungs- und Entwicklungszentrum auf 25.000 m² werden, in dem 1.000 Personen arbeiten können. Es soll Unternehmen aus dem Umfeld von Thales Alenia Space beherbergen. Im zweiten Teil des neuen Viertels sollen Wohnungen, Büros, Geschäfte, ein Hotel, ein Sportstadion und eine Zweigstelle der technischen Hochschule von Turin entstehen.
Das Herz des Viertels und zentrale Lebensader ist eine breite Promenade (Fußgängerzone), die durch zwei Plätze begrenzt ist. An einem dieser Plätze, an der dem Corso Francia zugewandten Seite, soll ein 150 m hohes Hochhaus entstehen, der zum Wahrzeichen des Viertels werden soll. In ihm werden ein Hotel und Büros untergebracht.